# Sauro-Klasse (1926)
Die Sauro-Klasse war eine Klasse von vier Zerstörern der Königlich Italienischen Marine (Regia Marina), die in den 1920er Jahren gebaut wurden und im Zweiten Weltkrieg zum Einsatz kamen. Die vier Boote waren nach Persönlichkeiten (Nazario Sauro, Cesare Battisti, Daniele Manin und Francesco Nullo) der italienischen Einigungsbewegung benannt.

## Bau und Technik
Die Klasse bestand aus vier Zerstörern, die ab 1924 in zwei Paaren auf den Werften von Cantieri del Quarnaro in Fiume und Cantieri Odero in Sestri Ponente entstanden und 1926/27 abgeliefert wurden. Bei den Testfahrten war die Francesco Nullo mit erreichten 37,4 Knoten das schnellste Schiff der Klasse. Die Schiffe waren eine vergrößerte Version der Sella-Klasse mit zwei 120-mm-Zwillingsgeschützen der moderneren Ausführung Modell 1924 schon bei Fertigstellung. Diese Form der Hauptbewaffnung sollte bis zum Zweiten Weltkrieg die Bewaffnung der Flottenzerstörer der italienischen Marine bleiben; nur die verwendeten 120-mm-Kanonen wurden weiterentwickelt. Dazu verfügten die Zerstörer der Sauro-Klasse gegenüber den Vorgängern über sechs anstelle von vier Torpedorohren (Drillings- statt Zwillingssätze), einen längeren Rumpf, 0,6 Meter mehr an Breite und verbesserte Brücken.

1933 erhielten die Schiffe neue Feuerleitstände über der Brücke, die für den Schwerpunkt der Schiffe allerdings ungünstig waren. 1935 wurden die Schiffe für den Einsatz in den Tropen umgerüstet. Die Einrichtungen zur Klimatisierung der Zerstörer verringerten die Antriebsleistung, reduzierten die mögliche Höchstgeschwindigkeit und den Fahrbereich.

## Einsätze
Nach ihrer Indienststellung im Frühjahr 1927 bildeten die vier Zerstörer die „III Squadriglia Cacciatorpediniere“, die mit der aus der Sella-Klasse gebildeten „4. Staffel“ die in La Spezia stationierte „2. Zerstörerflottille“ bildeten, deren Flottillenführer die Pantera der Leone-Klasse war. Vom 25. Mai bis zum 2. Juni 1928 begleiteten Nazaro Sauro und Francesco Nullo den von Italo Balbo veranlassten Formationsflug von 61 Flugboote über mehr als 2800 km um das westliche Mittelmeer von Orbetello über Elmas, Pollensa, Los Alcázares, Porto de los Alfaques bei Tarragona und Berre bei Marseille zurück nach Orbetello (Crociera aviatoria del Mediterraneo Occidentale unter Francesco de Pinedo). Die beiden Zerstörer folgten den Maschinen entlang der gesamten Strecke, um den Seeflugzeugen bei Schwierigkeiten zu helfen.
Nach der Umrüstung 1935 für Kolonialdienste im Roten Meer wurden Francesco Nullo und das Schwesterschiff Daniele Manin erstmals dort eingesetzt. Sie bildeten dort mit den Leichten Kreuzern Bari und Taranto, den Großzerstörern Tigre und Pantera, dem Torpedoboot Audace und zwei Unterseebooten die „Divisione Navale in Africa Orientale“. Zwischen 1936 und 1938 kamen die Zerstörer der Sauro-Klasse bei der Beobachtung und verdeckten Beteiligung Italiens am Spanischen Bürgerkrieg zum Einsatz. Ab 1939 bildeten die vier Zerstörer die bis zum Kriegsbeginn vom eritreischen Hafen Massaua aus operierende „3. Zerstörerstaffel“.

Beim Kriegseintritt Italiens im Juni 1940 waren in Massaua noch die drei Schiffe der Leone-Klasse als „5. Zerstörerstaffel“ stationiert neben zwei älteren Torpedobooten, vier Kanonenbooten, sieben Unterseebooten und fünf älteren Schnellbooten.
Mehrfache nächtliche Versuche, passierende britische Konvois anzugreifen, blieben ohne Erfolg. Die Zerstörer suchten meist vergeblich nach britischen oder griechischen Schiffen. Während anfangs meist nur ein Paar auslief, wurden ab September meist zwei Paare eingesetzt. Dazu waren auch U-Boote zu Suchfahrten in See.
Zu einem Gefecht mit den britischen Sicherungskräften kam es erstmals beim Vorstoß am 20./21. Oktober 1940 mit Pantera und Leone sowie Francesco Nullo und Nazaro Sauro. Pantera fand den Konvoi BN 7, der 32 Handelsschiffe umfasste und durch den neuseeländischen Kreuzer Leander, den Zerstörer Kimberley, drei Sloops (Auckland, die australische Yarra und die indische Indus) sowie zwei Minensucher gesichert wurde.
Nach dem italienischen Plan sollten die großen Zerstörer der Leone-Klasse die Konvoisicherung auf sich ziehen und die beiden kleinen Zerstörer der Sauro-Klasse den Konvoi dann mit Torpedos angreifen. Pantera eröffnete das Feuer auf die durch Kurswechsel sich entfernenden Schiffe des Konvois, erzielte aber nur Splittertreffer an einem Rettungsboot. Die im angegriffenen Bereich sichernden Sloops Auckland und Yarra erwiderten das Artilleriefeuer. Pantera schoss auf diese darauf je zwei Torpedos ab, denen die Sloops ausweichen konnten. Die schnellsten Schiffe des britischen Verbandes, Leander und Kimberley eilten bei schlechter Sicht zum angegriffenen Bereich und griffen in das Gefecht ein. Sauro versuchte den geplanten Torpedoangriff durchzuführen und kam zuerst auf Torpedoschussdistanz zu Leander. Ihr Torpedo verfehlte den Kreuzer, der kurz diesen unter Feuer nahm aber bei der herrschenden Sicht ihn schon nach zwei Minuten nicht mehr entdeckte. Pantera, Leone und Sella traten wegen des präzisen Feuers der Leander den Rückzug an. Der britische Kreuzer brach die Verfolgung ab, um den Konvoi zu sichern.
Die Francesco Nullo hatte der Sauro wegen eines Defekts an der Ruderanlage nicht folgen können. Sie sollte nahe an die afrikanische Küste gehen und allein zurückzulaufen. Dabei stieß der Zerstörer auf die Leander, die einige Treffer auf dem Zerstörer erzielte, seine Verfolgung dann aber der inzwischen im Kampfbereich eingetroffenen Kimberley überließ.
- siehe Kimberley (F50)

In der Nacht zum 3. Februar 1941 kam es noch zu einem weiteren Gefechtskontakt, als Pantera, Tigre und Sauro den Konvoi BN 14 entdeckten und angriffen. Dessen 39 Handelsschiffe wurden vom Kreuzer Caledon, dem Zerstörer Kingston und den Sloops Indus und Shoreham. Sauro schoss mehrere Torpedos auf den Konvoi, glaubte zumindest einen Treffer erzielt zu haben und drehte dann ab. Die beiden anderen Schiffe empfingen die Meldung nicht, Pantera sichtete etwas später auch den Konvoi und schoss ebenfalls Torpedos ab, Tigre entdeckte den britischen Verband nicht. Beim Rückmarsch traf Sauro auf die Kingston, wich jedoch einem Gefecht aus, wie auch die beiden anderen, gewarnten Zerstörer.

## Verbleib
Der Zerstörer Francesco Nullo wurde im Oktober 1940 nach dem Angriff auf den Konvoi BN 7 bei der Verfolgung durch den britischen Zerstörer Kimberley bei der Insel Harmil auf Strand gesetzt und dann am folgenden Tag von britischen Flugzeugen endgültig versenkt.

Die verbliebenen drei Schiffe sollten vor der drohenden Eroberung Massauas einen Angriff auf den britischen Stützpunkt von Port Sudan zusammen mit den beiden verbliebenen Zerstörern der Leone-Klasse durchführen. Sie wurden am 3. April 1941 vor dem Erreichen ihres Ziels von Blenheim-Bombern der Royal Air Force sowie von Land eingesetzten Fairey Swordfish angegriffen, die Nazario Sauro und Daniele Manin versenkten.
Der Cesare Battisti hatte wegen Maschinenproblemen schon frühzeitig den Anschluss zum Verband verloren und versuchte dann, die arabischen Küste zu erreichen, wo sich das Schiff selbst versenkte und die Besatzung an Land ging, um sich ggf. internieren zu lassen. Dabei wäre ein Teil der Besatzung beinah verdurstet, da sie erst nach Tagen eine arabische Siedlung fanden.

## Einheiten
|    | Name            | Bauwerft                            | Kiellegung      | Stapellauf        | Indienststellung   | Verbleib                        |
| -- | --------------- | ----------------------------------- | --------------- | ----------------- | ------------------ | ------------------------------- |
| SU | Nazario Sauro   | Cantieri navali Odero, Genua        | 9. Februar 1924 | 12. Mai 1926      | 23. September 1926 | gesunken am 3. April 1941       |
| BT | Cesare Battisti | Cantieri navali Odero, Genua        | 9. Februar 1924 | 11. Dezember 1926 | 13. April 1927     | selbstversenkt am 3. April 1941 |
| MA | Daniele Manin   | Cantieri navali del Quarnaro, Fiume | 9. Oktober 1924 | 15. Juni 1925     | 1. März 1927       | gesunken am 3. April 1941       |
| NL | Francesco Nullo | Cantieri navali del Quarnaro, Fiume | 9. Oktober 1924 | 14. November 1925 | 15. April 1927     | gesunken am 21. Oktober 1940    |